# Fluoruro di solforile
Il fluoruro di solforile o difluoruro di solforile è un ossofluoruro dello zolfo esavalente avente formula molecolare SO2F2, analogo e isoelettronico di valenza al cloruro di solforile, dove il solforile è il gruppo bivalente >S(=O)2 presente nell'acido solforico. Il fluoruro di tionile SOF2 è l'analogo dello zolfo tetravalente, derivante però dall'acido solforoso.
Deriva formalmente dall'acido solforico SO2(OH)2 per sostituzione degli ossidrili con atomi di fluoro e può essere quindi considerato l'anidride mista tra acido solforico e acido fluoridrico. In esso lo zolfo, come nell'acido solforico da cui deriva, è al suo massimo stato di ossidazione: +6. L'analogo composto con lo zolfo tetravalente (SIV) è il fluoruro di tionile, derivante quindi dall'acido solforoso, dove il tionile è il gruppo bivalente >S=O. Ancora, allo stesso massimo stato di ossidazione e valenza, ma dalla parte metallica della tavola periodica, troviamo gli alogenuri di cromile CrO2F2 e CrO2Cl2 come analoghi e isoelettronici di valenza.
Il fluoruro di solforile a temperatura ambiente si presenta come un gas incolore e inodore, facilmente liquefacibile, termicamente molto stabile e decisamente meno reattivo del cloruro di solforile in quanto resiste abbastanza bene all'idrolisi, che però sarebbe molto favorita termodinamicamente, fino a circa 150 °C. Il fluoruro di selenoile SeO2F2 è il composto analogo del selenio, che segue lo zolfo nella tavola periodica, ed è anch'esso un gas incolore, ma è alquanto più reattivo e, a differenza di SO2F2, si idrolizza facilmente.
Il fluoruro di solforile è un potente gas serra, circa 4.000 volte più potente di CO2 su base ponderale.

## Proprietà e struttura
Il fluoruro di solforile è un composto estremamente stabile da un punto di vista termodinamico, ΔHƒ° = -758,56 kJ/mol. La molecola è di tipo tetraedrico non regolare, con l'atomo S tetracoordinato nel centro: la simmetria risultante è C2v. La molecola è piuttosto polare, il suo momento di dipolo è μ = 1,12 D.
Da indagini spettroscopiche è stato possibile dedurre lunghezze ed angoli di legame per SO2F2. La lunghezza dei legami doppi S=O è di 140,5 pm, apprezzabilmente minore che in SO2Cl2 (144,3 pm), leggermente minore che in SOF2 (141,3 pm) e appena minore che nell'anidride solforica SO3 (141,8 pm); la lunghezza dei legami semplici S−F è di 153,0 pm, apprezzabilmente minore che nell'esafluoruro di zolfo SF6 (156,1 pm) e alquanto minore che in SOF2(158,5 pm). Entrambi questi accorciamenti sottolineano la forza di questi legami in questa molecola, la quale si riflette nel fatto che SO2F2 può formarsi esotermicamente e esoergonicamente dalla reazione di SF6, quasi sempre pressoché inerte, per reazione con l'anidride solforica:
SF6 + 2 SO3  →  3 SO2F2;     (ΔGƒ° = -202 kJ/mol)
Nel fluoruro di solforile sia i legami S=O che i legami S−F sono un po' più corti dei corrispondenti legami nel fluoruro di tionile: l'atomo di ossigeno in più legato a S, oltre ad aumentarne lo stato di ossidazione, aumenta anche la carica parziale positiva su di esso e rende verosimilmente maggiore l'attrazione per gli atomi elettronegativi (O e F) a cui è unito. L'accorciamento dei legami è conseguenza dell'aumento del carattere ionico dei legami stessi ed è verificato qualitativamente per i legami S=O anche nel confronto tra l'anidride solforica (141,8 pm) e l'anidride solforosa (143,2 pm).
L'angolo O=S=O è di 123,97°, mentre quello F−S−F è di 96,12°: questo è in accordo con il fatto che un doppio legame si prende più spazio angolare di un legame semplice, come risulta dalle indicazioni in proposito del modello VSEPR.

## Sintesi e reattività
Il fluoruro di solforile può essere preparato dalla reazione diretta dell'anidride solforosa con il fluoro:
SO2 + F2   →   SO2F2
Un'altra preparazione parte dalla formazione del fluorosolfito di potassio (KSO2F, SIV) da anidride solforosa e fluoruro di potassio, che poi viene trattato con cloro, che lo ossida per dare il clorofluoruro di solforile (SVI):
SO2 + KF   →   KSO2F
KSO2F + Cl2   →   SO2ClF + KCl
A questo punto, scaldando a 180 °C il fluorosolfito di potassio con il clorofluoruro di solforile, si ha una reazione di scambio dei due alogeni e si ottiene SO2F2:
SO2ClF + KSO2F   →   SO2F2 + KCl + SO2
Un'altra via consiste nel riscaldare a il fluorosolfato di bario fino a decomposizione (400-500 °C):
Ba(OSO2F)2   →   BaSO4 + SO2F2
Una preparazione adatta a un laboratorio prevede il trattamento di 1,1'-solfonildiimidazolo (SVI), prodotto commerciale, con KF seguito da acidificazione.